# Krav
För andra betydelser, se Krav (olika betydelser).
Krav, ofta skrivet KRAV, är kortformen för en svensk förening med namnet KRAV ekonomisk förening. Det kan också avse ord- och/eller figurvarumärket Krav, som används i Sverige på produkter som uppfyller särskilt ställda krav.
Föreningen utvecklar regler för ekologiskt jordbruk och djurhållning, förädling och tjänster, samt regler för certifiering av dessa. Krav är en ekonomisk förening där stora aktörer på livsmedelsmarknaden såsom LRF, Arla, Coop, Ica, Lantmännen m.fl., men även Astma- och Allergiförbundet, samt Svenska Naturskyddsföreningen är medlemmar. Krav har till uppgift att få till stånd en ökad ekologisk odling, djurhållning, hållbart fiske och förädling genom att tillhandahålla regler, kontroll och märkning av ekologiska produkter. I samma syfte ska Krav bedriva en aktiv informationsverksamhet. 
Kravmärket på en produkt anger att den är framställd enligt Kravs regler. Reglerna för Kravmärkt produktion uppfyller EU:s förordning för ekologisk produktion för de områden förordningen täcker. Kravmärkta produkter får därför även marknadsföras som ekologiska. Kravs regler granskas av Swedac vad gäller certifierbarhet enligt ISO/IEC 17065:2012.

## Historik
Krav bildades den 21 februari 1985 som den ideella föreningen Kontrollföreningen för Alternativ Odling med fyra medlemsorganisationer; Förbundet Naturenlig Odling, Förbundet Organisk Biologisk Odling och Alternativodlarnas Riksförbund. Det första kansliet placerades i Almarkaröd. Regelverket Rymdes på en A4 och gällde enbart växtodling. 
År 1987 blev första versionen av regler för djurhållning klar. 1993 anförtrodde Jordbruksverket Krav vissa kontrolluppgifter; Krav hade delvis myndighetsliknande befogenheter fram till och med 2006. Under 1994 blev Krav det första certifieringsorgan som ackrediterades av International Federation of Organic Agriculture Movements (IFOAM). 1997 publicerades de första reglerna för vattenbruk. 2004 publicerade de första reglerna för fiske. 2006 delades verksamheten upp i moderföreningen KRAV ekonomisk förening och dotterföretaget Aranea Certifiering AB, som fick ansvaret för certifieringsverksamheten och de myndighetsliknande uppgifterna. I slutet av 2009 såldes Aranea Certifiering till Kiwa. Under 2010 introducerades för första gången regler som specifikt riktades mot klimatpåverkan från produktionen. 2019 har den ekonomiska föreningen 27 medlemsorganisationer. Regelverket är uppdelat i 30 kapitel varav fyra är allmänna, och resten gäller för specifika typer av produktion eller verksamhet.

## Priser och utmärkelser
Krav har tilldelats följande priser:
- 2001: Göteborgs stads internationella miljöpris, (numera WIN WIN Gothenburg Sustainability Award) delat med FSC för sitt arbete med miljöcertifiering och miljömärkning inom skogs- respektive livsmedelsområdet.[6]
- 2005: Blåslampan, utdelad av Sveriges Konsumenter med motiveringen ”för bredden på det kravmärkta, för att vara ett exempel på handfast, konsumentvänligt miljöarbete och för att göra det enklare för konsumenterna att välja ekologiskt”[7]

## Kritik
Den 13 januari 2021 avslöjade Uppdrag granskning en kartläggning på över 30 Kravgårdar som på olika sätt brutit mot djurskyddslagen.
Den 20 januari 2021 avslöjade samma TV-program att Kravslakterier har fler anmärkningar och brister vad gäller hygien och livsmedelssäkerhet än slakterier utan certifiering.

## VD-historik
- 1990–1994: Gunnar Rundgren (Föreningsledare)[4]
- 1994–1998: Peter Lustig
- 1998–2000: Åke Natt och Dag
- 2000–2008: Lena Söderberg
- 2009–2016: Lars Iggy Nellmer
- 2017–2022: Anita Falkenek[14]
- 2022- Emma Rung